# Одноочко, Роман Семёнович
Роман Семёнович Одноочко (1918-1960) — старший сержант Рабоче-крестьянской Красной Армии, участник Великой Отечественной войны, полный кавалер ордена Славы, лишён всех званий и наград.

## Биография
Роман Одноочко родился 16 ноября 1918 года в деревне Иваки (ныне — Добрушский район Гомельской области Белоруссии). В 1939 году он был призван на службу в Рабоче-крестьянскую Красную Армию. Участвовал в Великой Отечественной войне, воевал на Юго-Западном, Сталинградском, 1-м, 2-м и 3-м Украинских фронтах. К февралю 1944 года в звании гвардии старшего сержанта Одноочко командовал 76-миллиметровым орудием 44-го гвардейского стрелкового полка 15-й гвардейской стрелковой дивизии.
2 февраля 1944 года, несмотря на вражеский огонь, Одноочко со своим расчётом выкатил орудие на открытую позицию и открыл огонь прямой наводкой, уничтожив бронетранспортёр и около 20 солдат и офицеров противника. Приказом по 15-й гвардейской стрелковой дивизии от 4 марта 1944 года за «мужество и отвагу проявленные в боях» Одноочко был награждён орденом Славы 3-й степени за номером 30511.
17 марта 1945 года в районе города Вайвасер расчёт Одноочко, находясь в боевых порядках пехоты, за один день уничтожил 2 станковых пулемёта и около 10 солдат и офицеров противника. Приказом от 12 апреля 1945 года за «мужество и отвагу, проявленные в боях» Одноочко был награждён орденом Славы 2-й степени за номером 24965.
19 марта 1945 года в ходе боя за деревню Мюльрозе расчёт Одноочко уничтожил 5 станковых пулемётов и более 30 солдат и офицеров противника.
Указом Президиума Верховного Совета СССР от 27 июня 1945 года за «образцовое выполнение заданий командования в боях с немецкими захватчиками» гвардии старший сержант Роман Одноочко был награждён орденом Славы 1-й степени за номером 237, став полным кавалером ордена Славы.
После окончания войны в звании старшины Одноочко был демобилизован. Проживал в Брестской области Белорусской ССР. В августе 1947 года он был признан виновным в соучастии в ограблении и осуждён к 5 годам лишения свободы. В апреле 1952 года после отбытия наказания переехал в Гомель, работал в местной квартирно-эксплуатационной части. В мае того же года обратился с письмом к председателю Президиума Верховного Совета СССР Николаю Швернику с просьбой о возвращении изъятых при аресте наград. Письмо было передано в прокуратуру.
Указом Президиума Верховного Совета СССР от 6 марта 1953 года Роман Одноочко был лишён всех званий и наград.
Проживал и работал в посёлке Тереховка Добрушского района Гомельской области Белорусской ССР. Умер 4 марта 1960 года.
Был также награждён орденами Отечественной войны 1-й степени и Красной Звезды, а также рядом медалей.